# Marc Salyers
Marc Salyers, est un joueur américain de basket-ball, né le 28 février 1979 à Chicago (États-Unis). Marc Salyers évolue au poste d'intérieur et mesure 2,06 m.

## Biographie
Après une saison universitaire effectuée à l'université Samford, et une année de senior à 17,2 points de moyenne, il rejoint l'Europe. Il évolue tout d'abord en LegaDue, dans le club Cimberlo Novara durant deux saisons. Ses prestations dans ce dernier club attirent l'attention de quelques équipes de NBA mais une blessure à la cheville met fin à ses ambitions.
À l'issue de ces deux saisons, il part évoluer dans la ligue turque, rejoignant le club d'Oyak Bursa. En fin de saison, il rejoint le club français de Pau Orthez, apportant avec 10,3 points et 3,8 rebonds en 25 minutes de 9 rencontres. Il remporte le titre de champion de France avec Pau-Orthez.
Il retourne en Turquie, évoluant à Fenerbahçe. Lors de la saison suivante, il évolue dans trois clubs : Gravelines en France, Pusan Magic Wings en Corée du Sud et Agricola Gloria Montecatini en LegaDue italienne.
Il signe pour la saison suivante pour le club français de Chorale Roanne Basket. Son club remporte la semaine des As face au tenant du titre Le Mans. Salyers est récompensé à titre individuel du titre de MVP de la compétition. Lors des plays-offs du championnat de France, Roanne élimine en deux manches Cholet puis élimine lors du match décisif Chalon. Lors de la finale face à Nancy, les joueurs de la Chorale remportent le titre et Salyers est élu MVP de la finale.
Ce titre donne au club un ticket pour l'Euroligue 2007-08. Malgré une élimination à l'issue du premier tour, Salyers se voit finalement récompenser du trophée Alphonso-Ford, trophée récompensant le meilleur marqueur de la compétition,. Durant celle-ci sa meilleure performance est 40 points marqués face au club turc de Fenerbahçe. Marc Salyers aura vécu ses plus belles heures de gloire à La Chorale de Roanne, c'est sa famille comme il le dit.
Marc Salyers en accord avec les dirigeants de la Chorale de Roanne au terme de la saison 2007-2008 et des play-offs, rejoint le club ukrainien de Marioupol. Ce dernier connait des problèmes financiers. Le 18 juillet 2009, il revient en France en signant pour une saison en faveur du club de Le Mans Sarthe Basket. Après avoir évolué en Italie avec Biella, avec 11,1 points, 4,6 rebonds, 1,6 passe en 30 rencontres, puis avec les clubs de BC Soukhoumi, Sagesse Beyrouth, Trabzonspor Basketball, il retrouve son ancien entraîneur de Roanne Jean-Denys Choulet au club libanais de Al Mouttahed Tripoli.
En octobre 2013, il signe un contrat de pigiste médical jusqu'au mois de décembre en faveur du Havre, un club qu'il quitte au bout de trois rencontres. À la fin de l'année 2013, il signe à Orchies.

## Clubs successifs
- 1997-2001 :  Université Samford (NCAA)
- 2001-2003 :  Cimberlo Novara (LegaDue)
- 2003-2004 :  Oyak Renault (TBL) -  Pau-Orthez (Pro A)
- 2004-2005 :  Fenerbahçe SK (TBL)
- 2005-2006 :  Gravelines-Dunkerque (Pro A) -  KTF Magicwings (KBL) -  Montecatini
- 2006-2008 :  Chorale Roanne (Pro A)
- 2008-2009 :  Azovmach Marioupol
- 2009-2010 :  Le Mans (Pro A)
- 2010-2011 :  Biella (LegaDue)
- 2011 :  BC Soukhoumi
- 2011 :  Club sportif La Sagesse (Division A, Liban)
- 2011-2012 :  Trabzonspor Basketball (TBL)
- 2012-2013 :  Al Mouttahed Tripoli (Division A, Liban)
- 2013 :  Saint Thomas Basket Le Havre (Pro A)
- 2014 :  Basket Club d'Orchies (Pro B)

## Palmarès

### En club
- Championnat de France (Pro A) :
  - Vainqueur en 2004 (avec Pau-Orthez)
  - Vainqueur en 2007 (avec Roanne)
  - Finaliste en 2008 (avec Roanne)
  - Finaliste en 2010 (avec Le Mans)
- Vainqueur de la semaine des As en 2007 (avec Roanne)
- Champion TACC en 2000 et 2001

### Distinctions personnelles
- Vainqueur du trophée Alphonso-Ford récompensant le meilleur marqueur de l'Euroligue pour la saison 2007-2008[3],[4] avec la Chorale de Roanne
- Convocation au All-Star Game 2007 de la LNB (5 majeur étranger + concours à 3 pts)
- MVP du mois d'Octobre 2007 décerné par la LNB
- MVP de la finale du championnat de France de Pro A, saison 2006-2007 avec la Chorale de Roanne
- 2e au classement pour le MVP étranger de la saison de Pro A, saison 2006-2007 avec la Chorale de Roanne
- 2e meilleur marqueur (19,1 points) et 2e meilleure évaluation (20,4) du championnat de France Pro A, saison 2006-2007 avec la Chorale de Roanne
- MVP du mois de janvier 2007 décerné par la LNB avec la Chorale de Roanne
- MVP de la Semaine des As 2007 avec la Chorale de Roanne
- Participation au All-Star Game 2006 de la LNB (il finit meilleur marqueur avec 20 points)
- Participation au All-Star Game de la FIBA Europe League en 2005
- Meilleur marqueur (26,4 points) du championnat turc TBL, saison 2003-2004.
- Participation au All-Star Game turc en 2005
- Nommé dans la TAAC 1st Team en 2000 et 2001
- Nommé dans la TAAC All-Tournament Team en 2000 et 2001
- Nommé MVP du TAAC Tournament en 2000 et 2001
- Nommé MVP du Brescia University Pro-Am Tournament en 2000
- Nommé dans la TAAC 2nd Team en 1999